# Брати Манакі
Янакі, чи Іонанніс, (18 травня 1878—1954, Салоніки, Греція) та Мілтон, також Мільтіад, (9 вересня 1882 — 5 березня 1964, Битола, Югославія) Манакі (нар. Авделла, нині Греція) — піонери фотографії та кінематографу на Балканах. Походили з арумунської родини, що мешкала на території сучасної Греції. Значну частину життя працювали в місті Битола, де мали приватні фотоательє та кінотеатр. Після 1939 року вони роз'їхалися — Мілтон лишився в Битолі, а Янакі перебрався до Салонік. Їхня фото- та кінохроніка стала першою, що висвітлила політичні події та побут народів Балкан, і є важливим етнографічним матеріалом. Праці братів Манакі цінували при румунському, османському та югославському монархічних дворах. На честь братів Манакі з 1979 року в Битолі відбувається міжнародний кінофестиваль. За їхню творчу спадщину та культурну приналежність сперечаються декілька балканських країн.

## Біографія
Біографічні відомості про братів часто суперечливі. На їхню спадщину претендують декілька країн, представники яких часто вбудовували історію братів Манакі у власну національну міфологію, ігноруючи незручні факти, наприклад, етнічне походження чи самоідентифікацію Янакі й Мілтона. Окрім того, територія, де мешкали брати, була ареною численних військових конфліктів, а самі вони декілька разів змінювали громадянство та підданство, що загалом не сприяло збереженню документів.

### Походження й молодість
Батьками братів Манакі були Чифліксайбія Димітріє та його дружина Луша чи Лучія. У родині було ще 3 доньки — Євантія, Василікі та Стер'яна.

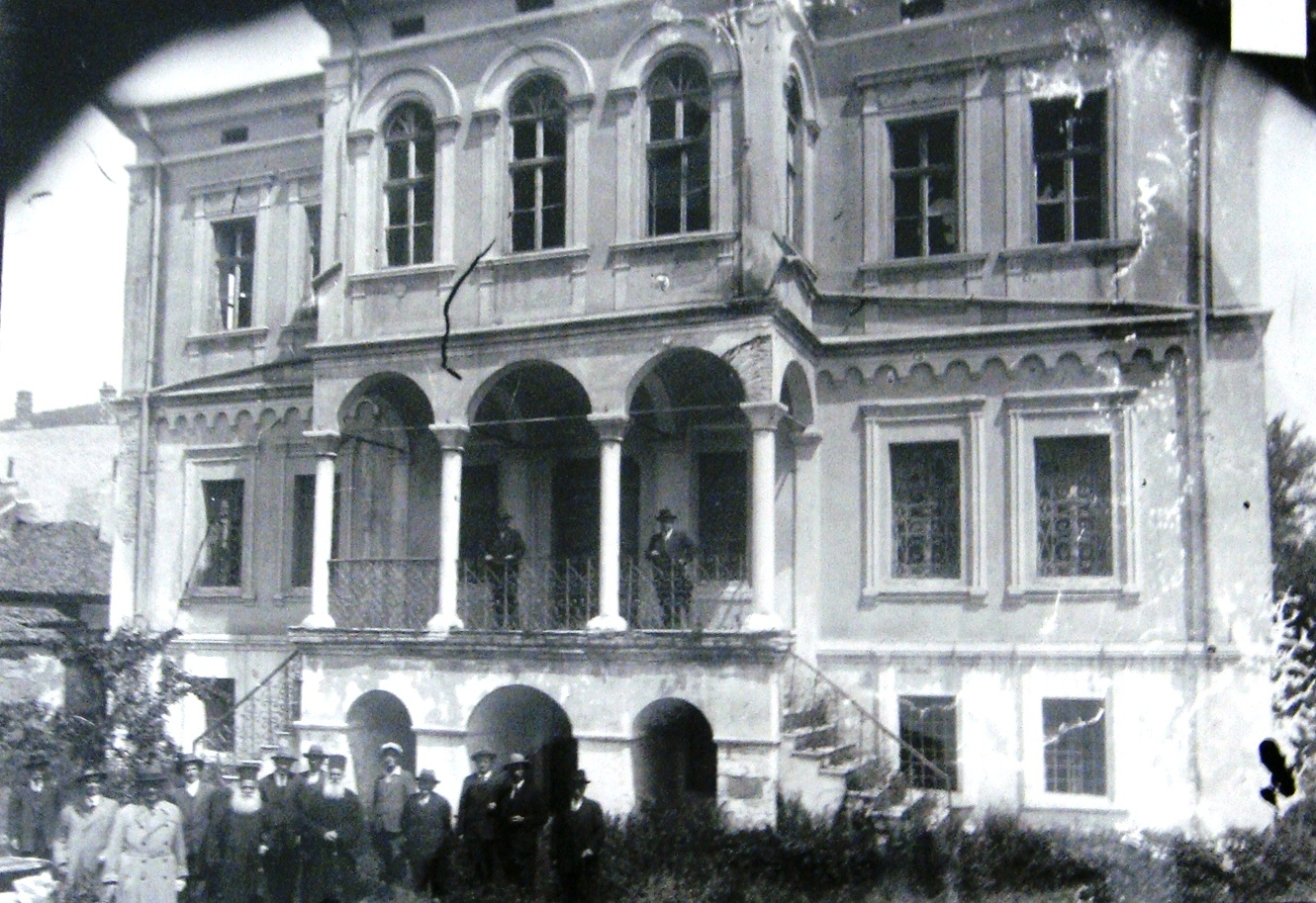
Румунська гімназія, де навчався Янакі (фото братів Манакі)

Янакі 1897 року закінчив Румунську (арумунську) гімназію в Манастирі (тепер Битола). Нетривалий час працював учителем, а далі 1898 року відкрив фотоательє в Яніні, а також став викладачем каліграфії й малювання в румунській Торговій гімназії.
Мілтон навчався в початковій школі в Авделлі. Батьки відправили його до румунської Торгової гімназії в Яніні, але вже на другому році він покинув навчання. Тоді вони спрямували Мілтона вивчати ремесла в Гревені, але він і тут не досяг жодних успіхів. Янакі забрав його до своєї фотомайстерні, й лише там Мілтон почав працювати.

### Родинні фотоательє та кінотеатр
У 1904 році Янакі повернувся до Битоли, де вони з братом купили землю на центральній вулиці Широк Сокак, щоб побудувати там власну студію. У 1905 році вони були вимушені покинути Яніну через конфлікт між елінізованими та романізованими арумунами в Авделлі та Байазі, який завершився спаленням рідного села братів Авделли (було вбито двоє мешканців і священник). Янакі, як і згодом його брат, був послідовним прихильником Румунії серед арумунів. Студія в Битолі відкрилася в грудні 1905 року. Янакі невдовзі став викладачем малювання в Румунській гімназії, де викладав до 1916 року, коли під час Першої світової війни всі «іноземні» школи були зачинені.

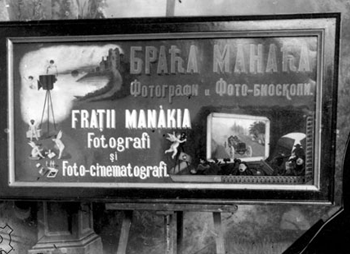

За поширеною версією, у 1905 році Янакі подорожував європейськими столицями і під час подорожі купив кінокамеру «Біоскоп» під серійним номером 300, з якою почав знімати кінофільми. Натомість, за іншими даними, це сталося на рік пізніше.

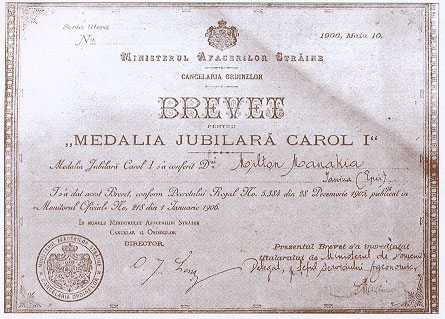
Диплом щодо золотої медалі на виставці в Бухаресті (1906)

У 1906 році їхні праці були виставлені на ювілейній Румунській виставці в Бухаресті, де вони отримали дві золоті й одну срібну медаль. Після зустрічі з братами в замку Пелеш король Румунії Кароль I призначив їх своїми придворними фотографами, а також призначив грант на подорож до Відня й Парижа. Невдовзі Янакі відвідав султанський двір у Стамбулі, де сфотографував майбутнього султана Мехмеда V.
Під час молодотурецької революції 1908 року брати зробили чимало знімків демонстрацій і маршів повстанців, зокрема світлини одного з лідерів революції Ахмеда Ніязі-бея, а також кілька документальних стрічок.
Успішний бізнес братів був перерваний Першою балканською війною, під час якої сербська армія захопила Битолу. Утім вони й тут відзняли хроніку входження військ на чолі з королем Сербії Олександром до міста 1912 року.
Після початку Першої світової війни Битола була швидко захоплена болгарською армією. Янакі взяли в полон, і він був змушений мешкати в Болгарії, де за деякий час спромігся відкрити фотостудію в Пловдиві. Мілтон залишився в Битолі, де продовжував вести хроніку воєнного побуту та страждань мирного населення. Через бомбардування міста вся техніка братів була знищена.

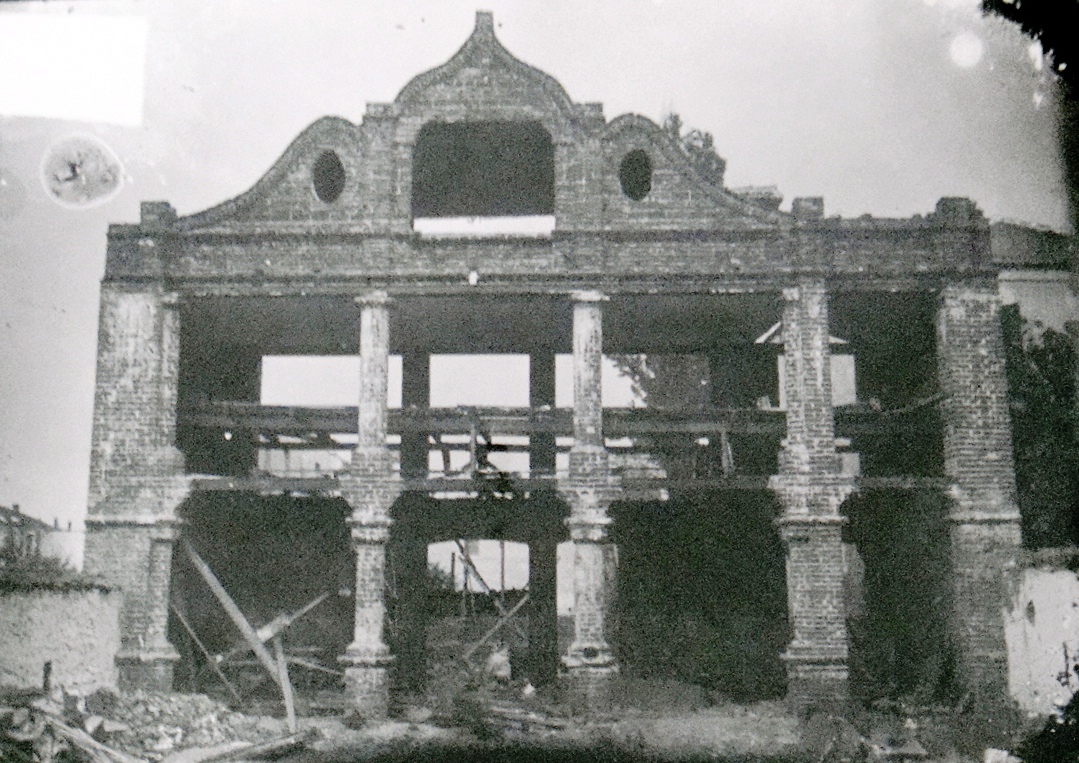
Кінотеатр Манакі під час будівництва

Після війни 1919 року Янакі повернувся до Битоли і брати почали відбудовувати свою студію. Щоб отримати прибуток, вони вирішили відкрити на вулиці Широк Сокак перший кінотеатр. Вони купили ділянку 1921 року, перший показ на відкритому майданчику відбувся в серпні того ж року. 1922 року вони почали будувати стаціонарний кінотеатр. Спочатку успішний, уже 1925 року кінотеатр мав низькі прибутки й початкові партнери братів Манакі вийшли з проєкту до 1927 року. У 1928—1930 роках кінотеатр орендував македонський актор Рісто Зердеські. Утім справи через світову фінансову кризу й надалі були кепські, тому 1933 року кінотеатр оголосили банкрутом. У 1937 Рісто Зерде знову взяв будівлю в оренду, але 1939 року сталася пожежа й кінотеатр повністю вигорів.

### Подальша доля

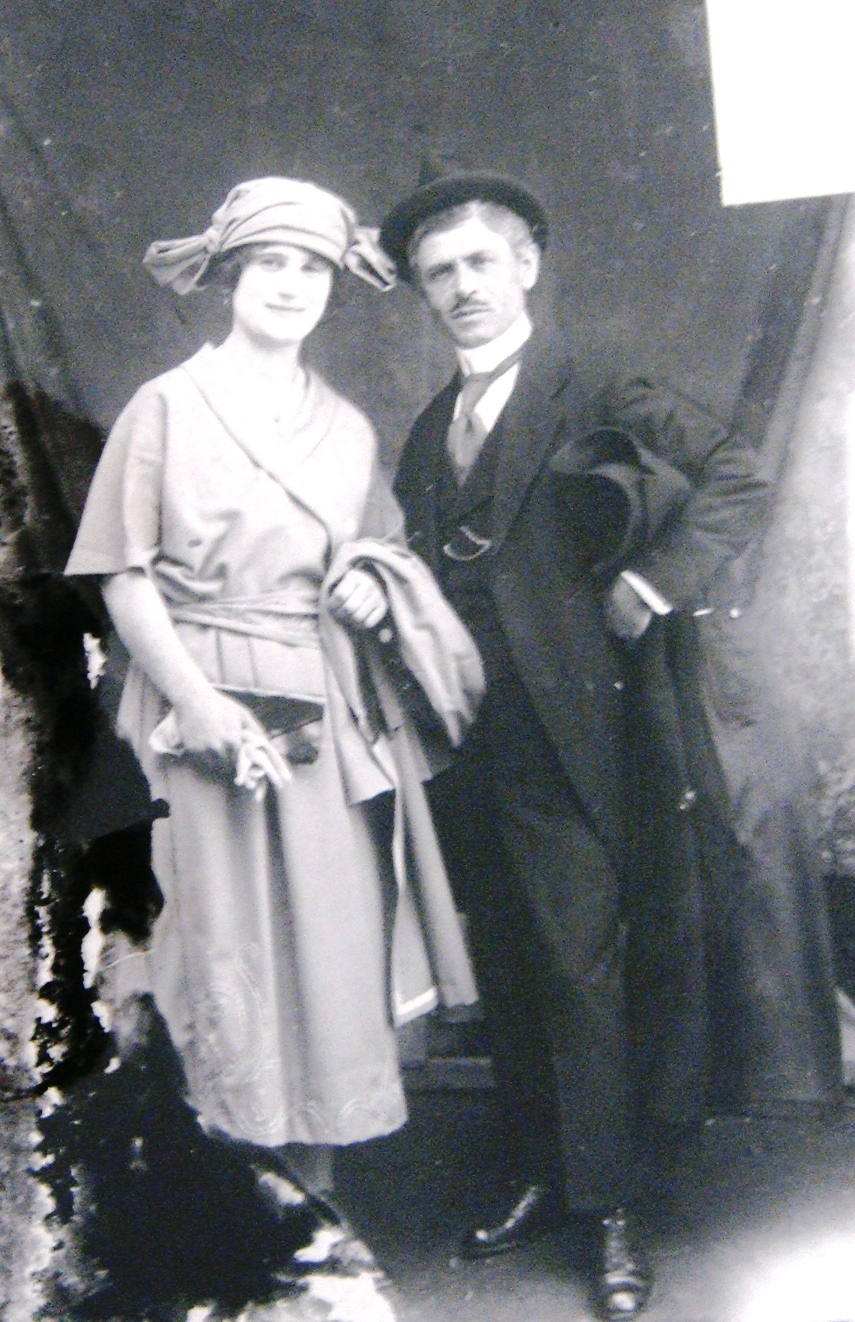
Янакі з дружиною Анастасією

#### Янакі
У 1935 чи 1940 році Янакі з сином переїхав до Салоніків, де й прожив усю Другу світову війну. Імовірно, він переїхав, щоб залишити родині брата студію та кінотеатр. Янакі Манакі працював у Румунській гімназії Салоніків до її закриття грецькою владою наприкінці 1940-х.
Янакі був одруженим з 1922 року, проте дружина Анастасія померла 1926 року. Мав сина Димітара, який помер 1947 року. Сам Янакі помер у Салоніках 1954 року, точна дата смерті невідома.
Янакі володів французькою мовою, що дозволяло йому вільно подорожувати та спілкуватися з іноземцями.

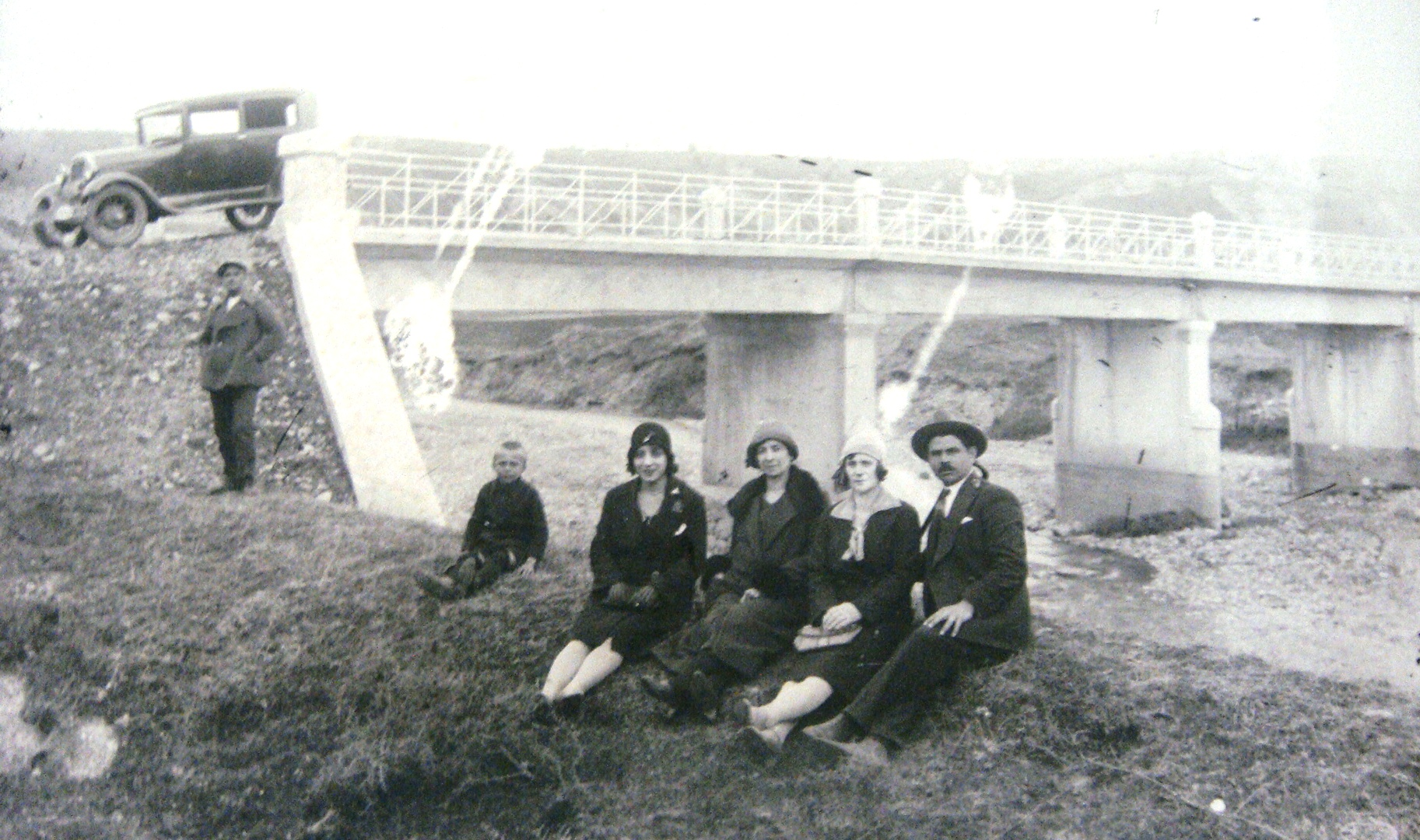
Мілтон з нареченою Василікою Даука

#### Мілтон
Мілтон одружився 1935 року з односелицею Василікою Даука, того ж року в них народився син Леонід. Мілтон лишився в Битолі, де фотографував бомбування міста, італійську та болгарську окупацію, повернення югославської армії. Він був визнаний югославською владою як митець. Мілтон у 1952 році продав свій фотоархів відділенню Державного архіву Македонії у Битолі, що дозволило йому покращити власний матеріальний стан, а 1963 року передав кіноплівки до Македонської фільмотеки.
Останні роки страждав на цукровий діабет, помер 1964 року.

## Творчість
Загалом брати Манакі залишили 7715 скляних платівок з негативами, 2087 фотоплівок, 8711 кіноплівок та 17854 фотографій, що зберігаються в Національному кіноархіві Північної Македонії. Також там збереглися 42 документальні стрічки, які було відреставровано й оцифровано 2013 року.
Фотографії і кінохроніка братів Манакі є унікальним джерелом інформації про життя в Македонії до Першої світової війни. Вони демонструють побут і народні традиції арумунів, македонців, болгар, албанців та інших народів Балкан. Також відзняті матеріали передають жахи й трагічні наслідки війн і бомбувань. 

### Фільмографія
Перший фільм вони зняли в рідному селі Авделлі, де зафільмували власну 113-річну бабусю та інших жінок. За версією північномакедонського кіноархіву ця стрічка датована 1905 роком. Проте за спогадами Мілтона «рухомі картинки» брати побачили лише в Румунії, а за камерою Янакі поїхав після отримання гранту від румунського короля восени 1906 року, а тому ніяк не міг встигнути відзняти фільм у Авделі, адже гірське село мешканці покидали після 26 жовтня та переселялися на зиму до сусіднього містечка Гревена. Імовірно, фільм відзнятий насправді влітку 1907 року чи пізніше.
Низку фільмів Манакі відзняли 1911 року, зокрема хроніку візиту османського султана Мехмеда V до Битоли, візит румунського посольства на чолі з Костянтином Істраті до Битоли та Ресена, похорон гревенського митрополита Еміліана. Деякі фільми в півнчічномакедонському та румунському каталозі відрізняються. Так, у румунському кіноархіві представлена єдина стрічка «Подорож румунського міністра до Турецької Македонії», яка складається з 6 епізодів, замість 3 фільмів, зазначених у північномакедонському. Копії фільмів також перебувають у Сербському кіноархіві.
Кінофільми брати Манакі знімали скоріше для себе, аніж для показу. Відомий один прижиттєвий показ фільмів Манакі, присвячених подіям у Османській імперії, що відбувся 1911 року в кінотеатрі "Ексельзіор" у Скоп'є. Дослідники припускають, що фільми могли демонструвати й у Румунії.

#### 1905
- Бабуся Деспіна
- Домашня робота (прялі)
- Навчання на відкритому повітрі

#### 1908
- Виступ турків щодо свободи
- Маніфестації з нагоди Молодотурецької революції
- Парад військового оркестру, карет і кіноти
- Парад з нагоди Дня свободи
- Хода з приводу Дня свободи
- Хода з грецькими написами

#### 1911
- Панорама Гревени
- Гревенська церква
- Похорон гревенського митрополита Еміліаноса
- Візит султана Мехмеда V до Битоли
- Візит султана Мехмеда V до Салоніків
- Візит румунської делегації до Битоли
- Візит румунської делегації до Гопеша
- Візит румунської делегації до Ресена

#### Пізніші
- (1912) Відкриття міського кафе в Битолі
- (1912) Візит Олександра Карагеоргієвича до Битоли
- (1918) Урочиста зустріч грецького короля Костянтина та кронпринца Павла генералом Бойовичем[en] у Битолі

#### Невідома дата
- Арумунський народний танець
- Кочові арумуни
- Сільське весілля
- Святкування дня св. Георгія
- Ярмарок у Верії
- Святкування Богоявлення у Верії
- Ринок і м'ясники
- Прачки
- Літнє гірське пасовисько
- Пригнічення македонського населення
- Релігійне свято Задушніца[en]
- Святкування дня святих Кирила й Мефодія
- Ярмарок поблизу Церкви Святого Воскресіння в Битолі
- Ярмарок
- Ветеринарна станція
- Турецький професор у сільськогосподарській школі
- Парад турецької піхоти й кавалерії
- Парад турецької артилерії
- Похорон у Битолі
- Міське весілля
- Святкування Богоявлення у Битолі
- Парад сербського війська в Битолі

### Світлини
Найбільше фотографій та фотографічних матеріалів Манакі містить Державний архів у Битолі, куди їх продав Мілтон 1952 року. Певна кількість фотографій зберігається в Румунії та Албанії. Чимало фотографій Манакі дарували чи продавали по всій Європі, виконуючи роль кореспондентів для багатьох видань та дослідників. Імовірно, чимало фотографій лишаються не визначеними як твори авторства Манакі. У Румунії фотографії зберігаються в бібліотеці Румунської академії та в Музеї румунського селянина.
У 1910 році Манакі випустили фотоальбом з 68 фотографіями, присвячений Молодотурецькій революції. Кожна світлина супроводжувалася детальним поясненням контексту зображених подій. Репринтне видання альбому вийшло 1997 року.

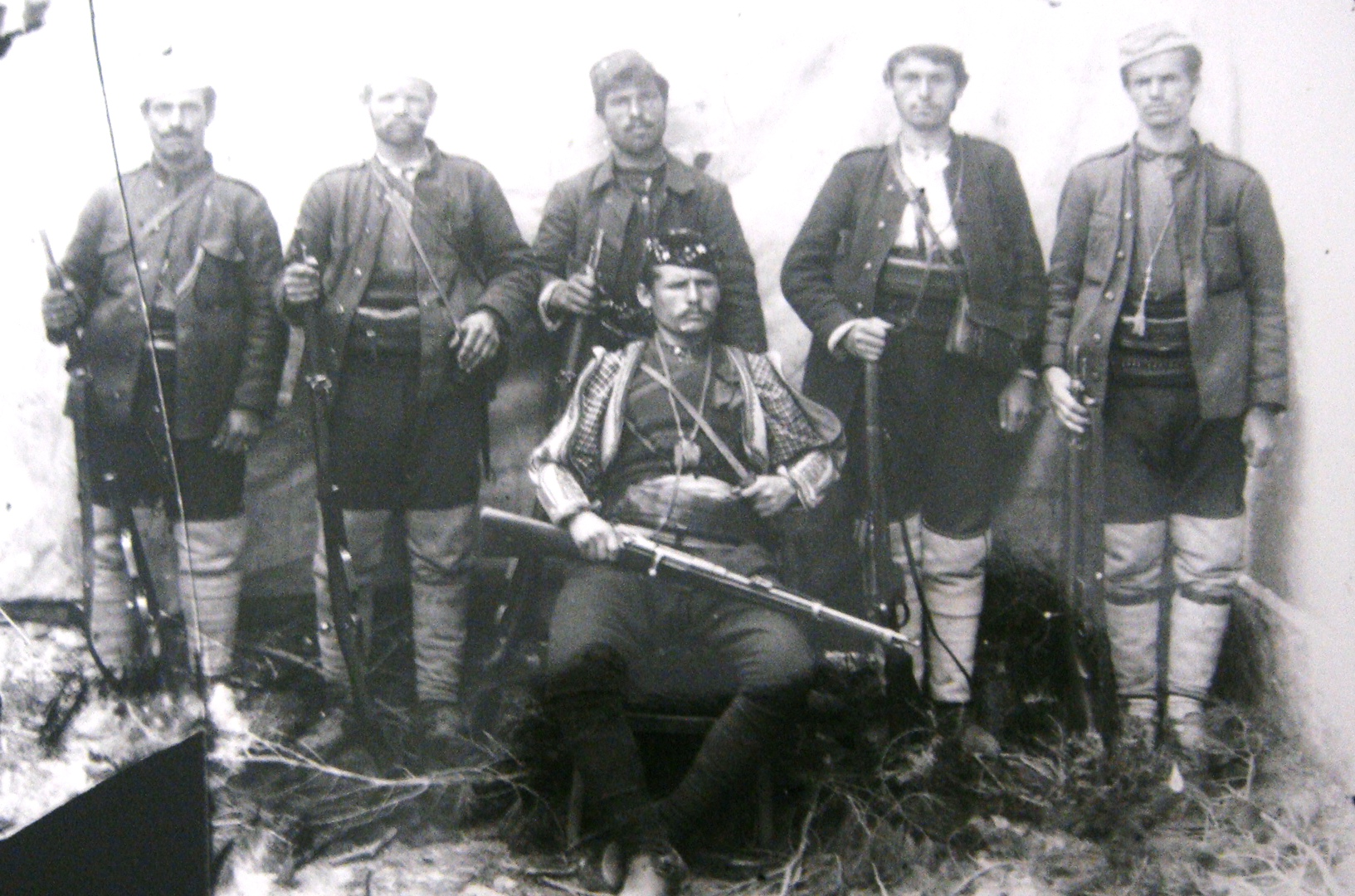
Чота демирхісарських партизанів (1908)
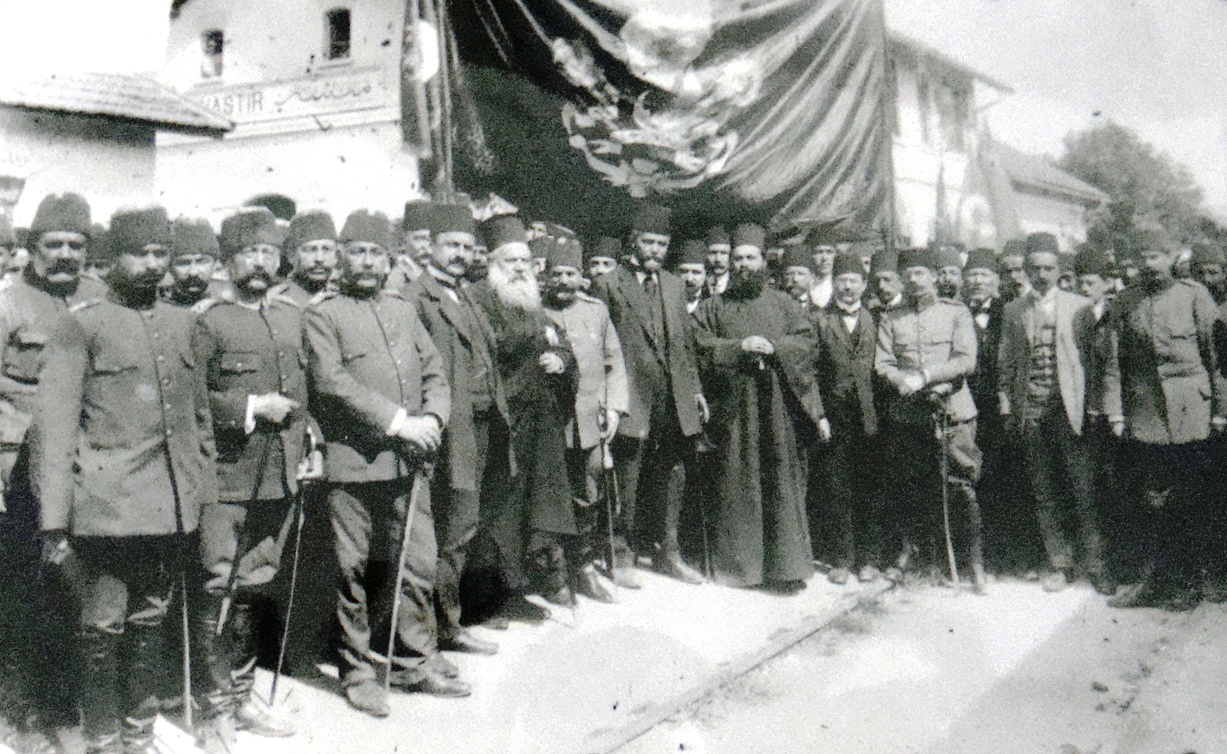
Зустріч султана Мехмеда V на вокзалі Битоли (1911)
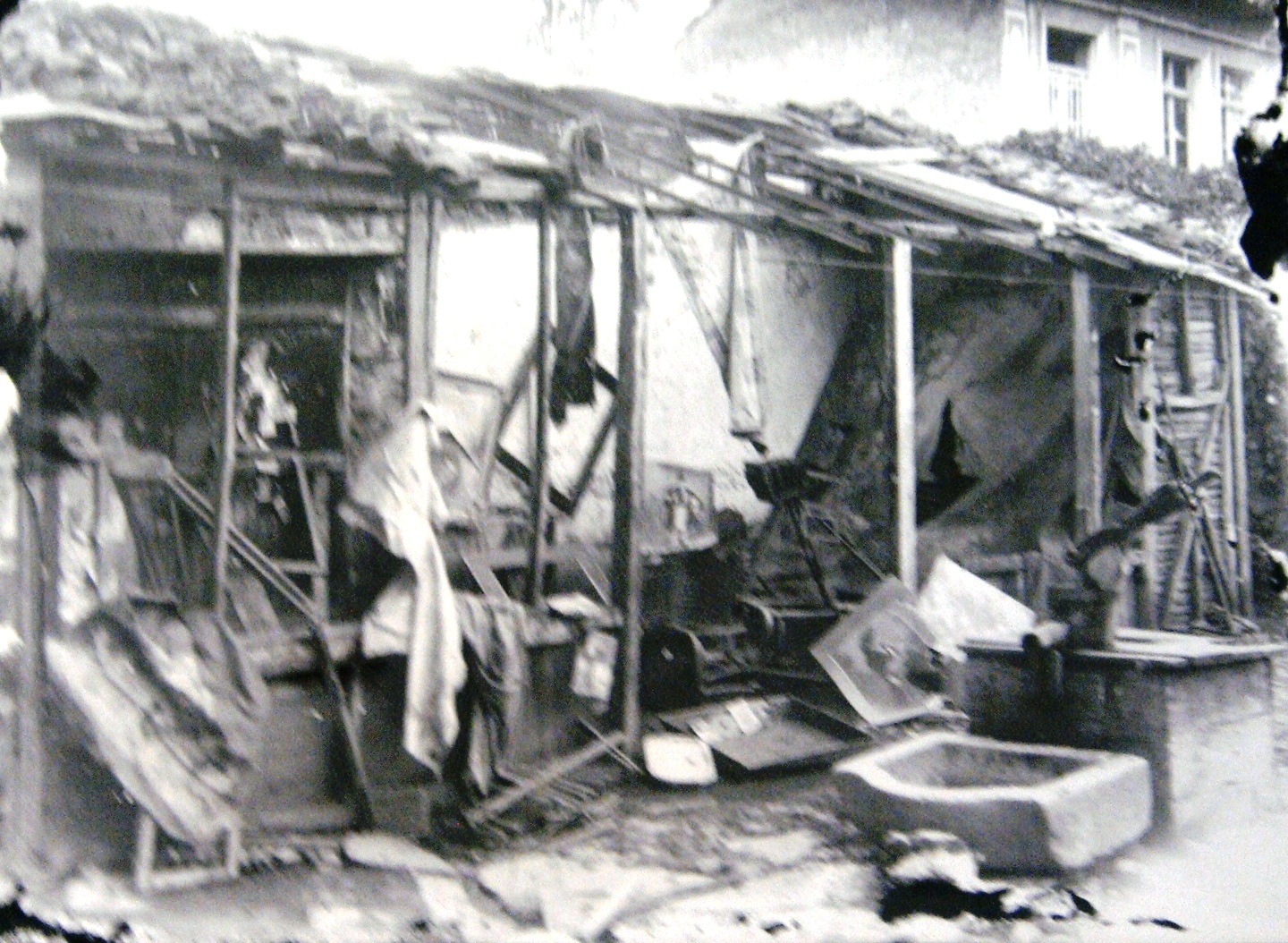
Ательє Манакі після бомбардування Битоли (1916)
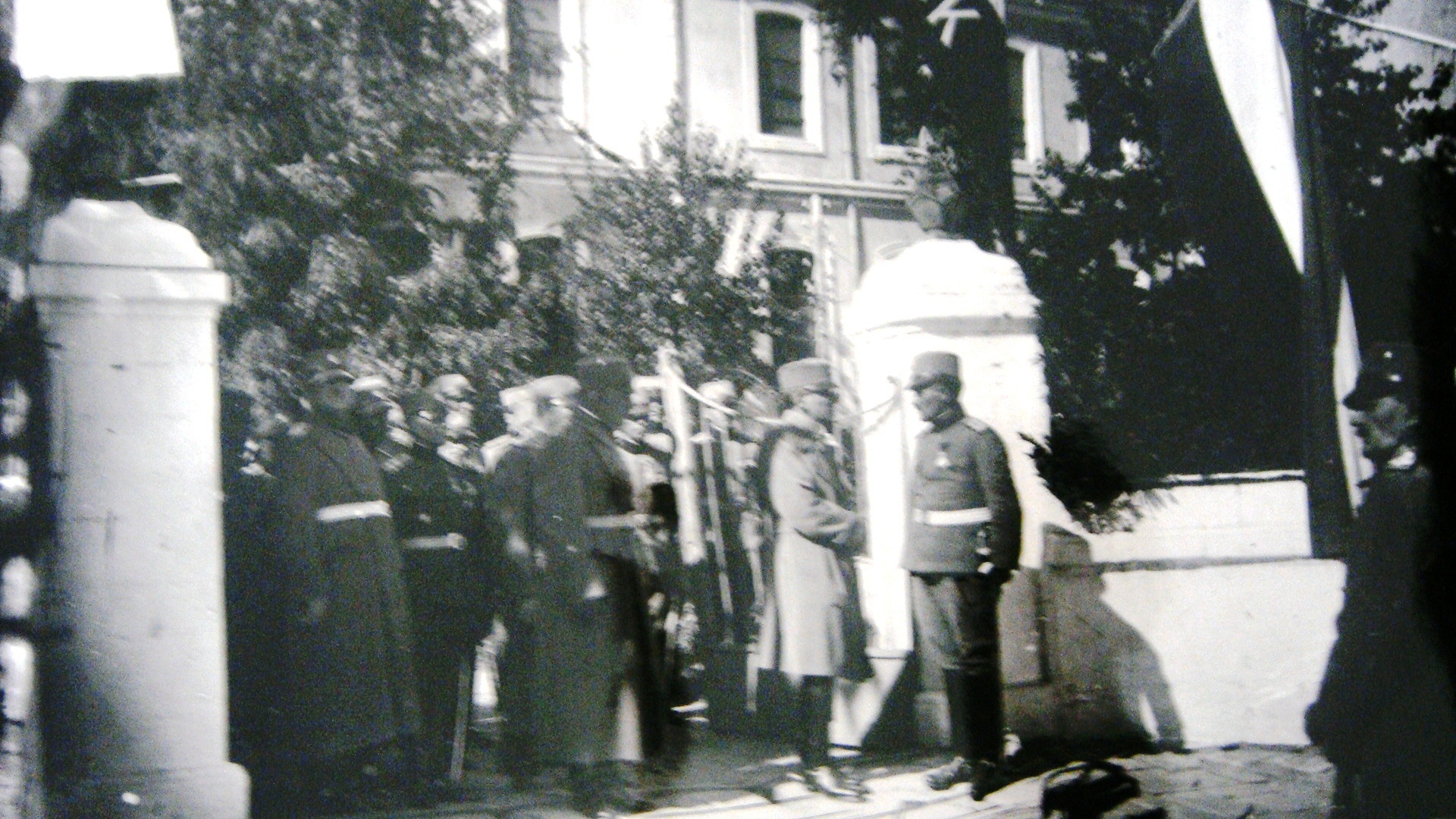
Югославський спадкоємець Олександр оглядає військових у Битолі (1924)

## Пам'ять і вплив

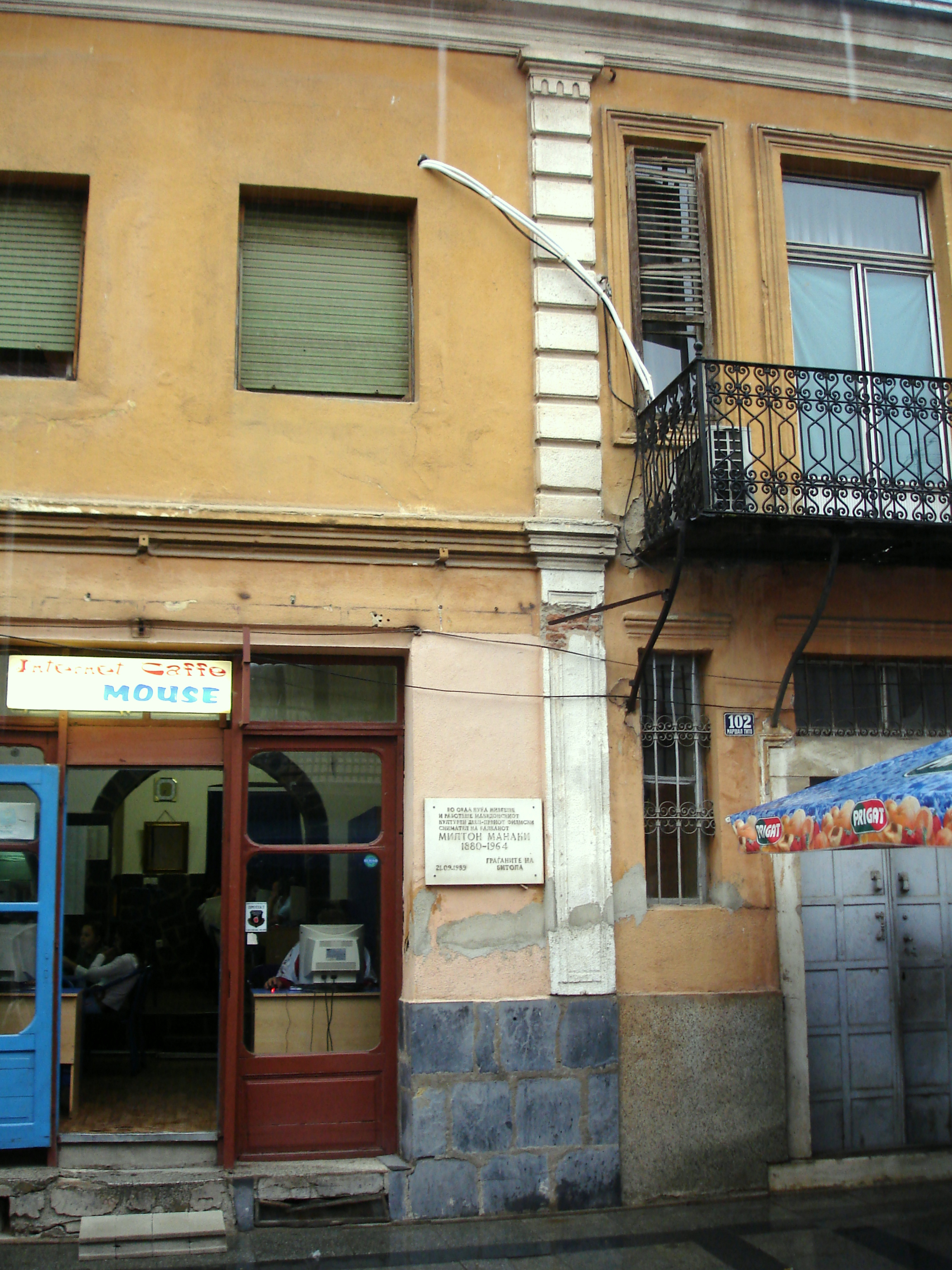
Будинок, де мешкав Мілтон Манакі

На спадщину братів Манакі претендують одразу декілька балканських націй. Через тривалий зв'язок з Битолою та державний захист арумунів у сучасній Північній Македонії спадщину братів, а особливо Мілтона, відносять до македонського мистецтва. На честь Мілтона Манакі названо вулицю в Битолі. Також пам'ятник йому стоїть на вулиці Широк Сокак перед Національним театром, а на будинку, де він мешкав по вулиці Маршала Тіто, установлено меморіальну дошку. На честь братів Манакі в Північній Македонії названий Міжнародний кінофестиваль «Брати Манакі» у Битолі, що проводиться з 1973 року. Камера братів Манакі зберігається в Музеї Македонії у Скоп'є. У сербських джерелах Манакі згадуються як югославські митці без указання етнічної приналежності. 1958 року вийшов документальний фільм «Камера 300», автор якого Бранко Ранітович (хорв. Branko Ranitović) узяв у Мілтона Манакі інтерв'ю сербохорватською мовою.
Оскільки вони були арумунами з прорумунськими поглядами, вільно володіли літературною румунською поряд з арумунською, навчалися й викладали в румунських гімназіях — в Румунії вважають їх румунськими митцями, підкреслюючи, що перше визнання вони отримали саме в Румунії. Проте під час комуністичного режиму в Румунії було небажано говорити про румунів закордоном, тому в 1960-ті — 1980-ті їхні імена переважно замовчувалися.
Сучасні братам грецькі газети несхвально відкликалися про Янакі, називали його «пропагандистом» чи навіть «приматом» за його прорумунську позицію. Проте з 1970-х років греки усвідомили цінність його творчості та відзначили його грецьке громадянство наприкінці життя. У 1988 році вийшов перший грецький документальний фільм про братів Манакі. Фрагмент першого фільму братів «Ткалі» використаний у стрічці «Погляд Одіссея» режисера Тодороса Ангелопулоса 1995 року. А 1997 року грецький кінознавець Христос Христодолу проголосив Манакі грецькими митцями, що викликало критичну реакцію в низки дослідників.
Також за свідченнями албанського клієнта Янакі, той спілкувався з ним албанською та повідомив, що їхня матір — албанка. Утім ці відомості є вкрай ненадійними.
На спадщину Манакі також претендує Туреччина, оскільки до 1913 року вони були підданими Османської імперії, а також були прийняті при дворі султана.